# اودا نوبوتسوگو
اودا نوبوتسوگو (به ژاپنی: 織田信次) (مرگ ۱۵۷۴، تولد نامشخص) یک سامورایی در دوره سنگوکو پسر اودا نوبوسادا و عموی اودا نوبوناگا و صاحب قلعه موری‌یاما در ولایت اُواری بود. در سال ۱۵۵۵ هنگامی که سرگرم شکار بود بدون قصد موجب مرگ برادر کوچکتر اودا نوبوناگا بنام اودا هیده‌تاکا شد.